# 1836 na ciência

## Nascimentos
| Data        | Nome             | Profissão    | Nacionalidade                         | Observações                                                                  | Ref               |
| ----------- | ---------------- | ------------ | ------------------------------------- | ---------------------------------------------------------------------------- | ----------------- |
| 4 de maio   | William Whitaker | geólogo      | Reino Unido da Grã-Bretanha e Irlanda | m. 1925 Medalha Murchison 1886 Medalha Prestwich 1906 Medalha Wollaston 1923 | [ 1 ] [ 2 ] [ 3 ] |
| 24 de junho | Harry Rosenbusch | petrologista | Alemanha                              | m. 1914 Medalha Wollaston 1903                                               | [ 3 ]             |

## Mortes
| Data | Nome | Profissão | Nacionalidade | Observações | Ref |
| ---- | ---- | --------- | ------------- | ----------- | --- |

## Prémios
Medalha Copley
- Jöns Jacob Berzelius[4] e Francis Kiernan[4]